# Paul Millsap
Paul Millsap (Luisiana, 10 de fevereiro de 1985) é um jogador norte-americano de basquete profissional que atualmente joga no Philadelphia 76ers da National Basketball Association.
Ele jogou basquete universitário em Louisiana Tech e foi selecionado pelo Utah Jazz como a 47º escolha geral no draft da NBA de 2006. Ele também jogou pelo Atlanta Hawks, Denver Nuggets e Brooklyn Nets.

## Ensino médio e carreira universitária
Millsap estudou na Grambling High School em Grambling, Louisiana. Considerado um recruta de três estrelas pela 247Sports.com, Millsap foi listado como o 31º melhor Ala-pivô e o 115º melhor jogador do país em 2003.
Em seus três anos de carreira na Louisiana Tech, Millsap teve médias de 18,6 pontos, 12,7 rebotes e 2,0 bloqueios em 92 jogos. Ele se tornou o único jogador na história do basquete da NCAA a liderar o país em rebotes por três anos consecutivos. Após sua terceira temporada em 2005-06, ele declarou-se para o draft da NBA.

## Carreira profissional

### Utah Jazz (2006–2013)
Millsap foi selecionado pelo Utah Jazz como a 47ª escolha geral no draft da NBA de 2006 e mais tarde assinou um contrato de 2 anos e 1.3 milhões com o Jazz em 2 de agosto de 2006.
No final de 2006, alguns jornalistas esportivos estavam se referindo a Millsap como um potencial candidato a Novato do Ano, um prêmio não tradicionalmente dado aos jogadores de segunda rodada no draft. Embora o prêmio tenha ido para Brandon Roy, Millsap teve uma primeira temporada forte, liderando todos os novatos com seis duplos-duplos. Ele terminou a temporada de 2006-07 com médias de 6,8 pontos e 5,2 rebotes. Millsap jogou em 194 jogos seguidos desde que foi draftado pelo Jazz em 2006; ele perdeu seu primeiro jogo de sua carreira profissional em 26 de dezembro de 2008 contra o Dallas Mavericks devido a uma lesão no ligamento cruzado posterior no joelho sofrida contra o Milwaukee Bucks.
Durante a temporada de 2008-09, Millsap tornou-se reserva de Carlos Boozer depois que ele sofreu múltiplas lesões. A partir do meio da temporada, quando ele virou titular, os números de Millsap subiram posteriormente e ele teve médias de 15,9 pontos e 10,3 rebotes.
Em 25 de junho de 2009, o Jazz apresentou uma oferta de qualificação para Millsap, tornando-o um agente livre restrito. Algumas semanas depois, em 10 de julho de 2009, ele assinou com o Portland Trail Blazers por US$ 32 milhões. O Jazz tinha o direito de igualar a oferta, e o fez sete dias depois, em 17 de julho de 2009.
Millsap tornou-se titular permanente de Utah na temporada de 2010-11 depois que Boozer se juntou ao Chicago Bulls. Em 9 de novembro de 2010, Millsap marcou 46 pontos na vitória por 116-114 sobre o Miami Heat na prorrogação.

### Atlanta Hawks (2013–2017)

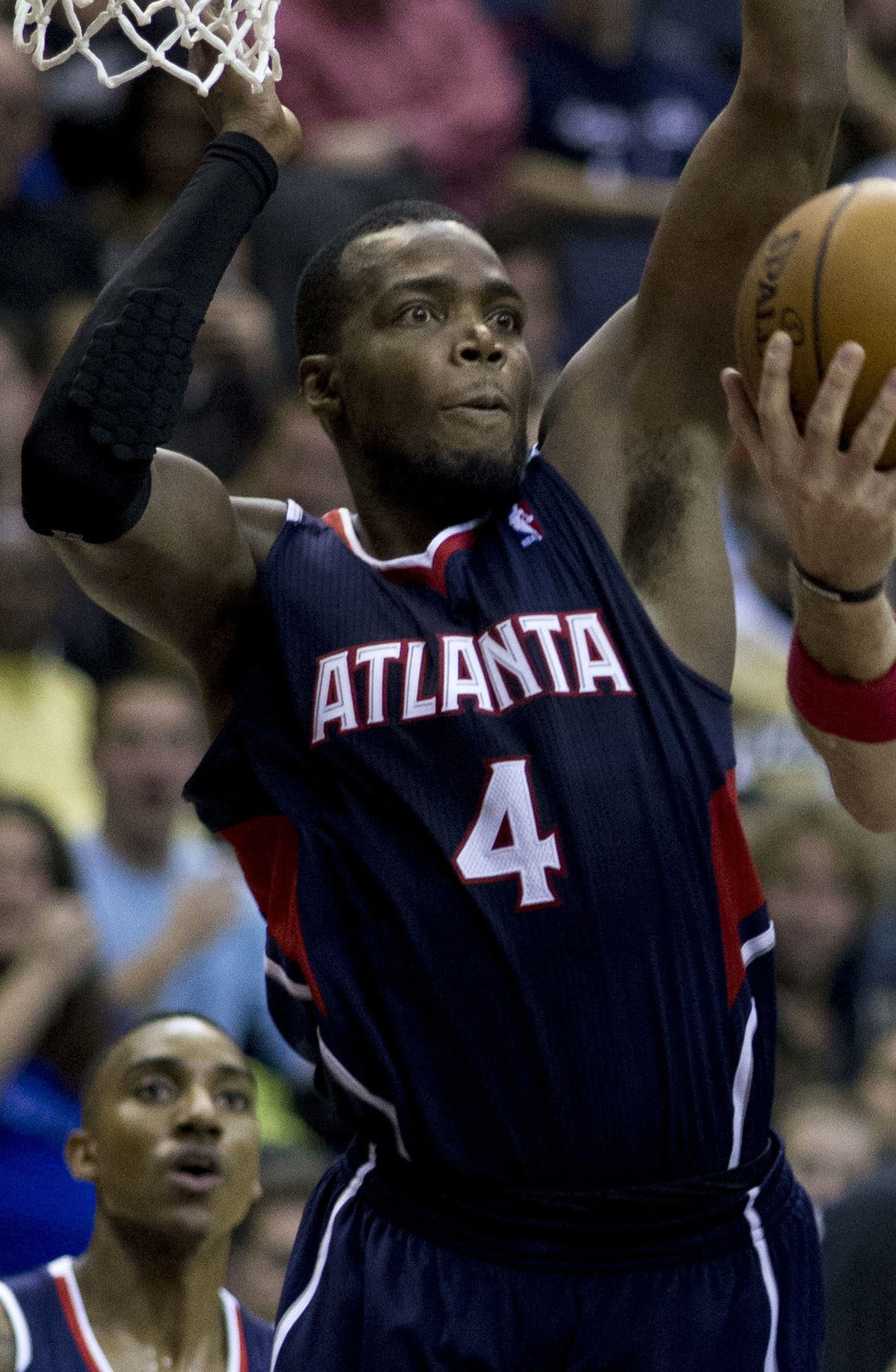
Millsap com os Hawks em novembro de 2013

Em 10 de julho de 2013, depois de passar os primeiros sete anos de sua carreira no Utah Jazz, Millsap assinou um contrato de dois anos e 19 milhões com o Atlanta Hawks.
Em 30 de janeiro de 2014, Millsap foi eleito pelos treinadores para ser reserva no All-Star Game de 2014. Em 18 de março de 2014, Millsap registrou seu primeiro triplo-duplo na carreira com 19 pontos, 13 rebotes e 10 assistências na vitória por 118-113 sobre o Toronto Raptors na prorrogação.
Em 29 de janeiro de 2015, Millsap ganhou sua segunda chamada consecutiva como reserva do All-Star Game. Os Hawks enviaram quatro jogadores para o jogo, todos selecionados como reservas. Ele ajudou os Hawks a terminar com um recorde de 60-22 na temporada de 2014-15, o melhor resultado da equipe desde 1993-94. Eles chegaram às finais da Conferência Leste, onde perderam para o Cleveland Cavaliers por 4-0.
Em 9 de julho de 2015, Millsap re-assinou com os Hawks em um contrato de três anos e 59 milhões. Em 16 de janeiro de 2016, ele marcou 21 pontos contra o Brooklyn Nets e chegou aos 10.000 pontos em sua carreira. Em 28 de janeiro, ele ganhou sua terceira chamada consecutiva para o All-Star Game. Em 9 de abril de 2016, ele registrou 31 pontos e 16 rebotes na vitória por 118-107 sobre o Boston Celtics. Os Hawks terminaram a temporada regular como a quarta melhor campanha na Conferência Leste com um recorde de 48-34. Na primeira rodada dos playoffs, os Hawks enfrentaram o Boston Celtics, e em uma derrota no Jogo 4, Millsap registrou 45 pontos e 13 rebotes. A derrota empatou a série em 2-2. Os Hawks derrotaram os Celtics em seis jogos e passaram para as semifinais, onde foram derrotados em quatro jogos pelo Cleveland Cavaliers.

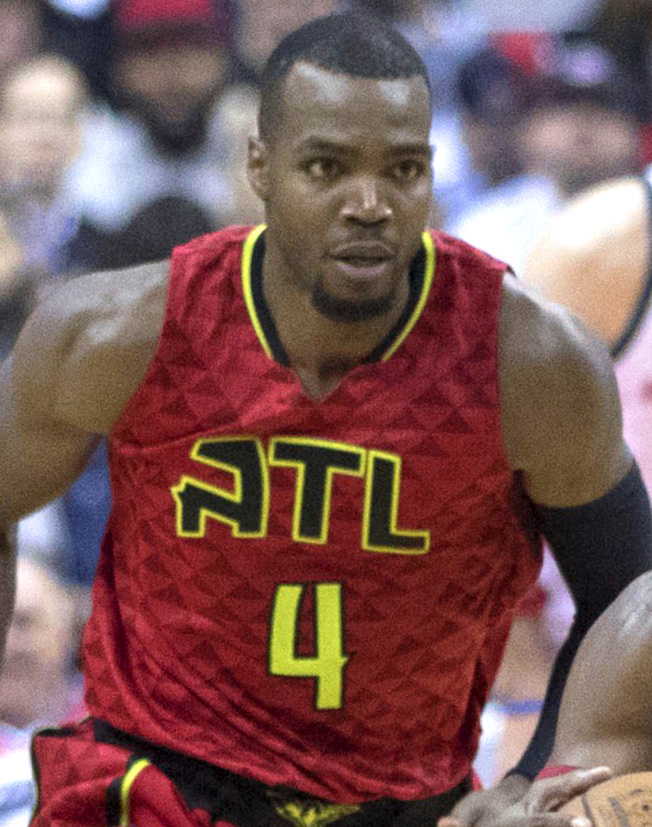
Millsap em 2017

Em 1º de janeiro de 2017, ele registrou 32 pontos e 13 rebotes na vitória por 114-112 sobre o San Antonio Spurs na prorrogação, ajudando os Hawks a quebrar uma sequência de 11 derrotas consecutivas para o San Antonio desde 2010. Em 26 de janeiro, ele foi nomeado como reserva do All-Star Game de 2017, ganhando sua quarta chamada consecutiva. Três dias depois, ele registrou 37 pontos, 19 rebotes e 7 assistências em uma vitória por 142-139 sobre o New York Knicks após 4 prorrogações.

### Denver Nuggets (2017–2021)
Em 13 de julho de 2017, Millsap assinou um contrato de três anos e 90 milhões com o Denver Nuggets.
Em sua estreia pelos Nuggets na abertura da temporada em 18 de outubro de 2017, Millsap marcou 19 pontos em uma derrota por 106-96 para sua ex-equipe, o Utah Jazz. Em 21 de novembro de 2017, ele foi descartado por tempo indeterminado após sofrer uma lesão no pulso esquerdo. Cinco dias depois, ele foi submetido a uma cirurgia reconstrutiva bem sucedida, excluindo-o por vários meses. Ele voltou à ação em 27 de fevereiro de 2018, contra o Los Angeles Clippers, registrando nove pontos e sete rebotes em uma derrota por 122-120.
Em 3 de dezembro de 2018, Millsap foi nomeado o Jogador da Semana da Conferência Oeste pelos jogos de 26 de novembro a 2 de dezembro. Foi seu terceiro prêmio de Jogador da Semana na carreira e ele se tornou o 18º jogador dos Nuggets na história a ganhar o prêmio. Em 14 de março, ele marcou 33 pontos na vitória por 100-99 sobre o Dallas Mavericks.
Em 3 de dezembro de 2020, Millsap re-assinou com os Nuggets em um acordo de um ano e US$ 10 milhões.

### Brooklyn Nets (2021–2022)
Em 10 de setembro de 2021, Millsap assinou um contrato de 1 ano e 2.6 milhões com o Brooklyn Nets.

### Philadelphia 76ers (2022–Presente)
Em 10 de fevereiro de 2022, Millsap foi negociado, junto com James Harden, para o Philadelphia 76ers em troca de Ben Simmons, Seth Curry, Andre Drummond e 2 seleções de draft da primeira rodada.

## Vida pessoal
O irmão de Millsap, Elijah, também é jogador profissional de basquete.

## Estatísticas na NBA

### NBA

#### Temporada regular
| Ano      | Equipe   | PJ    | PT  | MPJ  | AP   | 3P   | LL   | RT  | AS  | BR  | TO  | PPJ  |
| -------- | -------- | ----- | --- | ---- | ---- | ---- | ---- | --- | --- | --- | --- | ---- |
| 2006–07  | Utah     | 82    | 1   | 18.0 | .525 | .333 | .673 | 5.2 | .8  | .8  | .9  | 6.8  |
| 2007–08  | Utah     | 82    | 2   | 20.8 | .504 | .000 | .677 | 5.6 | 1.0 | .9  | .9  | 8.1  |
| 2008–09  | Utah     | 76    | 38  | 30.1 | .538 | .000 | .699 | 8.6 | 1.8 | 1.0 | 1.0 | 13.5 |
| 2009–10  | Utah     | 82    | 8   | 27.8 | .538 | .111 | .693 | 6.8 | 1.6 | .8  | 1.2 | 11.6 |
| 2010–11  | Utah     | 76    | 76  | 34.3 | .531 | .391 | .757 | 7.6 | 2.5 | 1.4 | .9  | 17.3 |
| 2011–12  | Utah     | 64    | 62  | 32.8 | .495 | .226 | .792 | 8.8 | 2.3 | 1.8 | .8  | 16.6 |
| 2012–13  | Utah     | 78    | 78  | 30.4 | .490 | .333 | .742 | 7.1 | 2.6 | 1.3 | 1.0 | 14.6 |
| 2013–14  | Atlanta  | 74    | 73  | 33.5 | .461 | .358 | .731 | 8.5 | 3.1 | 1.7 | 1.1 | 17.9 |
| 2014–15  | Atlanta  | 73    | 73  | 32.7 | .476 | .356 | .757 | 7.8 | 3.1 | 1.8 | .9  | 16.7 |
| 2015–16  | Atlanta  | 81    | 81  | 32.7 | .470 | .319 | .757 | 9.0 | 3.3 | 1.8 | 1.7 | 17.1 |
| 2016–17  | Atlanta  | 69    | 67  | 34.0 | .442 | .311 | .768 | 7.7 | 3.7 | 1.3 | .9  | 18.1 |
| 2017–18  | Denver   | 38    | 37  | 30.1 | .464 | .345 | .696 | 6.4 | 2.8 | 1.0 | 1.2 | 14.6 |
| 2018–19  | Denver   | 70    | 65  | 27.1 | .484 | .365 | .727 | 7.2 | 2.0 | 1.2 | .8  | 12.6 |
| 2019–20  | Denver   | 51    | 48  | 24.3 | .482 | .435 | .816 | 5.7 | 1.6 | .9  | .6  | 11.6 |
| 2020–21  | Denver   | 56    | 36  | 20.8 | .476 | .343 | .724 | 4.7 | 1.8 | .9  | .6  | 9.0  |
| 2021–22  | Brooklyn | 24    | 0   | 11.3 | .376 | .222 | .706 | 3.7 | 1.0 | .2  | .5  | 3.4  |
| Carreira | Carreira | 1.076 | 745 | 27.5 | .484 | .278 | .732 | 6.9 | 2.1 | 1.1 | .9  | 13.0 |
| All-Star | All-Star | 4     | 0   | 15.8 | .381 | .300 | .000 | 4.3 | 2.0 | .8  | .0  | 4.8  |

#### Playoffs
| Ano      | Equipe   | PJ  | PT | MPJ  | AP   | 3P   | LL   | RT   | AS  | BR  | TO  | PPJ  |
| -------- | -------- | --- | -- | ---- | ---- | ---- | ---- | ---- | --- | --- | --- | ---- |
| 2007     | Utah     | 17  | 0  | 15.5 | .525 | .000 | .667 | 4.4  | .5  | .6  | .5  | 5.9  |
| 2008     | Utah     | 12  | 0  | 17.5 | .516 | .000 | .520 | 3.9  | .3  | .6  | 1.3 | 6.4  |
| 2009     | Utah     | 5   | 0  | 31.0 | .510 | —    | .500 | 8.0  | 1.6 | .8  | 1.0 | 11.8 |
| 2010     | Utah     | 10  | 0  | 32.3 | .574 | .000 | .690 | 8.8  | 2.2 | 1.1 | 1.4 | 18.0 |
| 2012     | Utah     | 4   | 4  | 34.8 | .370 | .000 | .500 | 11.0 | .5  | .3  | 2.5 | 12.0 |
| 2014     | Atlanta  | 7   | 7  | 38.1 | .398 | .333 | .804 | 10.9 | 2.9 | 1.4 | 1.9 | 19.4 |
| 2015     | Atlanta  | 16  | 15 | 35.4 | .407 | .306 | .744 | 8.7  | 3.4 | 1.6 | .9  | 15.2 |
| 2016     | Atlanta  | 10  | 10 | 36.5 | .431 | .242 | .745 | 9.4  | 2.7 | 1.3 | 2.3 | 16.7 |
| 2017     | Atlanta  | 6   | 6  | 36.6 | .505 | .176 | .811 | 8.3  | 4.3 | 1.7 | .7  | 24.3 |
| 2019     | Denver   | 14  | 14 | 33.5 | .468 | .316 | .770 | 6.7  | .8  | .9  | 1.1 | 14.6 |
| 2020     | Denver   | 19  | 19 | 24.2 | .398 | .341 | .796 | 4.7  | 1.2 | .6  | .5  | 8.0  |
| 2021     | Denver   | 9   | 0  | 12.1 | .440 | .261 | .615 | 3.9  | 1.7 | .3  | .9  | 6.4  |
| Carreira | Carreira | 129 | 75 | 28.9 | .461 | .179 | .680 | 7.3  | 1.8 | .9  | 1.2 | 13.2 |

### Universitário
| Ano      | Equipe         | PJ | PT | MPJ  | AP   | 3P    | LL   | RT   | AS  | BR  | TO  | PPJ  |
| -------- | -------------- | -- | -- | ---- | ---- | ----- | ---- | ---- | --- | --- | --- | ---- |
| 2003-04  | Louisiana Tech | 30 | 29 | 35.1 | .587 | 1.000 | .641 | 12.5 | .7  | .9  | 1.7 | 15.6 |
| 2004-05  | Louisiana Tech | 29 | 29 | 36.6 | .575 | .000  | .601 | 12.4 | 1.0 | 1.1 | 1.9 | 20.4 |
| 2005-06  | Louisiana Tech | 33 | 33 | 34.1 | .571 | .357  | .623 | 13.3 | 1.1 | 1.9 | 2.3 | 19.6 |
| Carreira | Carreira       | 92 | 91 | 35.2 | .577 | .452  | .621 | 12.7 | .9  | 1.3 | 1.9 | 18.5 |

Fonte: